# Czéh László (újságíró)
Czéh László (Cegléd, 1933. február 28. – 2007. január 24.) újságíró, helytörténész.

## Élete
Czéh János és Guba Mária második fiaként született. Iskoláit Cegléden és Vácott végezte. Apja, Czéh János a Cegléd-Vezsenyi vasút műszaki ellenőre volt, aki a nagy ceglédi bombatámadás alatt halt meg 1944-ben. Ekkor édesanyja szülőfalujába, Váchartyánba költöztek. Innen járt be Vácra, ahol befejezte a polgári iskolát, majd kitanulta az esztergályos mesterséget. Aktív életét esztergályosként töltötte és dolgozta végig. Két lánya és öt unokája született. 
Nyugdíjaskorától aktív részese volt Váchartyán szellemi életének. Alapítója és szerkesztője volt a Váchartyáni Híradó és Váchartyáni Napló újságoknak. Vinnai Zsuzsannával közösen írták meg Váchartyán történetének összefoglalóját, ami könyv formában meg is jelent. Ezt követően hasonló kiadásban megírta a szomszédos Püspökszilágy helytörténetét is. 
Szívügyének tartotta, hogy az első világháború halottjai mellett legyen a községben emlékhely a második világháború halottjainak is. "Emlékezz" felszólítással nagy gránitlapos emlékmű figyelmeztet és szólít fel a váchartyáni általános iskola szomszédságában a békére.

## Művei
- Váchartyán község (1993; tsz. Vinnai Zsuzsanna)
- Püspökszilágy (1996)